# Myrmarachne gisti
Myrmarachne gisti là một loài nhện trong họ Salticidae.
Loài này thuộc chi Myrmarachne. Myrmarachne gisti được Irving Fox miêu tả năm 1937.